# 2018年BLACKPINK競技場巡迴演唱會
2018年BLACKPINK競技場巡迴演唱會（英語：BLACKPINK Arena Tour 2018）是韓國女子音樂組合BLACKPINK出道後的首場日本巡迴演唱會，以宣傳她們出道至今所發行過的音樂專輯，包括《Blackpink》、《Square Up》等。巡演於2018年7月24日在日本大阪城展演厅開始，官方定於2018年12月24日於日本大阪巨蛋結束，總計8場演出。

## 背景

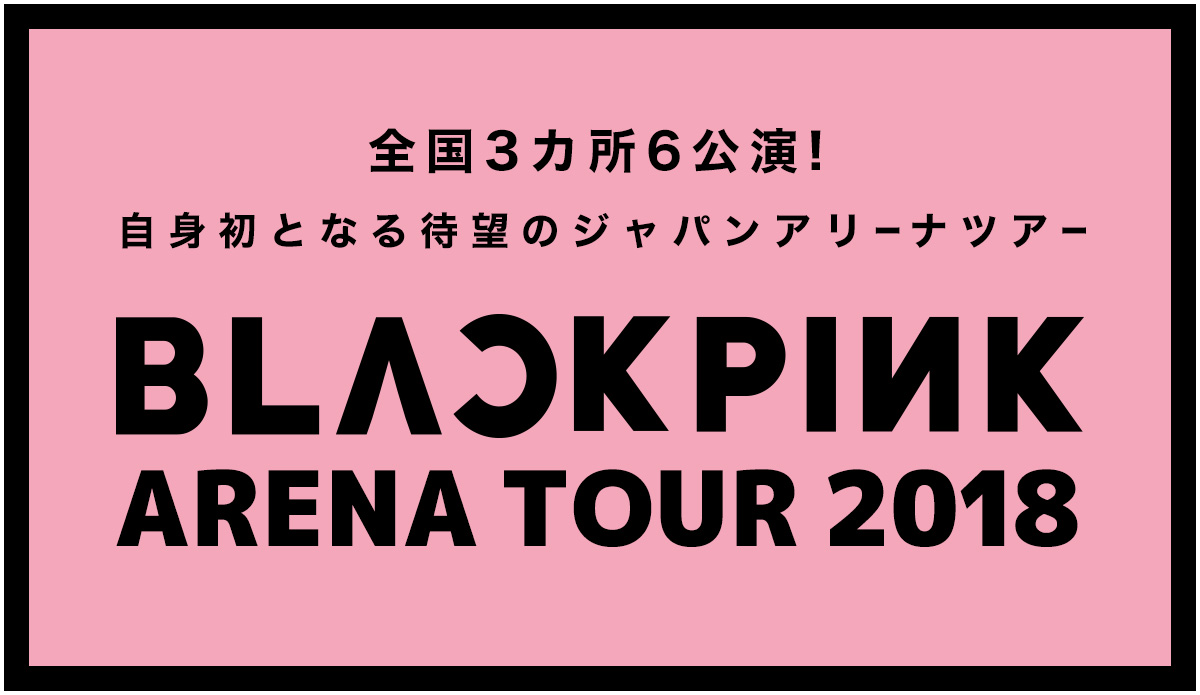

2018年3月27日，BLACKPINK所屬日本經紀公司YGEX宣佈BLACKPINK將舉行出道後的首場日本競技場巡迴演唱會，名為「BLACKPINK Arena Tour 2018」，並通過官方網站公開演唱會的初始時間表，這場巡演以7月24日在日本大阪城展演厅為起點，先後在福岡國際中心、千葉幕張展覽館等3座城市舉辦6場演唱會，而通過此次公演，BLACKPINK將動員6萬6千餘名觀眾。
6場演唱會的門票分兩次的FanClub預售（有加入其粉絲俱樂部的會員可優先購買門票）和6月2日的一般門票銷售，共分三次進行販售，釋出的門票均在開賣後全數售罄。而由於大量的門票需求，也促使了額外的場次被新增，增加的場次定於千葉的幕張展覽館，演出日期為2018年8月24日，門票於7月7日銷售。
隨後YGEX於7月6日通過官方網站再次宣佈追加場次，除了原先既定的7場演唱會外，《BLACKPINK Arena Tour 2018》將於12月24日在大阪京瓷巨蛋加開一場演出，而這不僅是BLACKPINK出道至今首度登上日本的巨蛋場地表演，她們也成為第一組登上大阪京瓷巨蛋舉辦單獨演唱會的海外女子團體，並成為以最短時間唱進日本巨蛋的韓國女團。門票分別在7月6日、和8月7日進行FanClub預售，讓已經加入BLACKPINK的日本粉絲俱樂部的會員可優先購買門票，一般門票則在10月6日上午10時開賣，統一售價7,800日元。

## 表演清單
- 以下列表僅以2018年7月24日的大阪城音樂廳場次表演的曲目為代表，具體曲目在其它各場次可能出現變化。

1. Ddu-Du Ddu-Du（韓語版）
2. Forever Young
3. Whistle（Acoustic Ver.）（日語版）
4. Stay（日語版）
5. Can't Take My Eyes Off You（Jennie Solo）
6. Eyes Closed + 眼，鼻，嘴（Rosé Solo）
7. Lemon + Faded + Attention（Lisa Solo）
8. Sakurairo Maukoro；（Jisoo Solo）
9. Partition（舞蹈翻跳）
10. So Hot（The Black Label Remix）
11. See U Later
12. Really
13. Boombayah（日語版）
14. Playing with Fire（日語版）
15. As If It's Your Last（日語版）

安可舞臺：
1. Whistle（日語版）
2. Ddu-Du Ddu-Du（韓語版）

## 巡演時間表
| 日期           | 城市/地區 | 國家 | 演出場地     | 上座數  |
| -------------- | --------- | ---- | ------------ | ------- |
| 2018年7月24日  | 大阪      | 日本 | 大阪城展演厅 | 75,000  |
| 2018年7月25日  | 大阪      | 日本 | 大阪城展演厅 | 75,000  |
| 2018年8月16日  | 福岡      | 日本 | 福岡國際中心 | 75,000  |
| 2018年8月17日  | 福岡      | 日本 | 福岡國際中心 | 75,000  |
| 2018年8月24日  | 千葉      | 日本 | 幕張展覽館   | 75,000  |
| 2018年8月25日  | 千葉      | 日本 | 幕張展覽館   | 75,000  |
| 2018年8月26日  | 千葉      | 日本 | 幕張展覽館   | 75,000  |
| 2018年12月24日 | 大阪      | 日本 | 大阪巨蛋     | 50,000  |
| 總計           | 總計      | 總計 | 總計         | 125,000 |

## 相關影音專輯
- 《BLACKPINK Arena Tour 2018 "Special Final in Kyocera Dome Osaka"》

## 外部連結
- 日本官方網站演唱會資訊（页面存档备份，存于） （日語）